# Bartholomäus Carneri
Bartholomäus rytíř von Carneri zu Eben und Bergfelden (3. listopadu 1821 Trento – 18. května 1909 Maribor) byl rakouský spisovatel, filozof a politik ze Štýrska, v 2. polovině 19. století poslanec Říšské rady.

## Biografie
Jeho rod pocházel z Verony. Studoval filozofii a práva ve Vídni. V letech 1857–1883 se věnoval správě statku Wildhaus ve Štýrsku, pak v letech 1885–1891 žil ve Štýrském Hradci. Působil jako spisovatel a filozof. Byl též básníkem.
Roku 1861 byl zvolen na Štýrský zemský sněm. Ten ho roku 1870 delegoval i do Říšské rady (celostátní parlament, volený nepřímo zemskými sněmy). Opětovně byl zemským sněmem do Říšské rady delegován roku 1871 za kurii velkostatkářskou ve Štýrsku. Uspěl rovněž v prvních přímých volbách do Říšské rady roku 1873 za velkostatkářskou kurii ve Štýrsku. Mandát obhájil ve volbách do Říšské rady roku 1879 a volbách do Říšské rady roku 1885.
Stranicky se profiloval jako německý liberál (takzvaná Ústavní strana, liberálně a centralisticky orientovaná, odmítající federalistické aspirace neněmeckých etnik). Odmítal konzervativní vládu Eduarda Taaffeho. Po volbách v roce 1873 se uvádí coby jeden z 67 členů staroněmeckého Klubu levice, vedeného Eduardem Herbstem. Rovněž v říjnu 1879 se na Říšské radě uvádí jako člen staroněmeckého Klubu liberálů (Club der Liberalen). Po volbách roku 1885 patřil do klubu Sjednocené levice, do kterého se spojilo několik ústavověrných proudů německých liberálů. Po rozpadu Sjednocené levice přešel do frakce Německorakouský klub. V roce 1890 se uvádí jako poslanec obnoveného klubu německých liberálů, nyní oficiálně nazývaného Sjednocená německá levice.
Patřil mezi hlavní opoziční řečníky při parlamentních debatách o rozpočtu. Postupně se ale rozcházel s rostoucím radikalismem německých liberálů a stáhl se z politického života. Ve volbách do Říšské rady roku 1891 kandidoval, ale nebyl zvolen.
Zemřel v květnu 1909.